# 블리스 (사진)

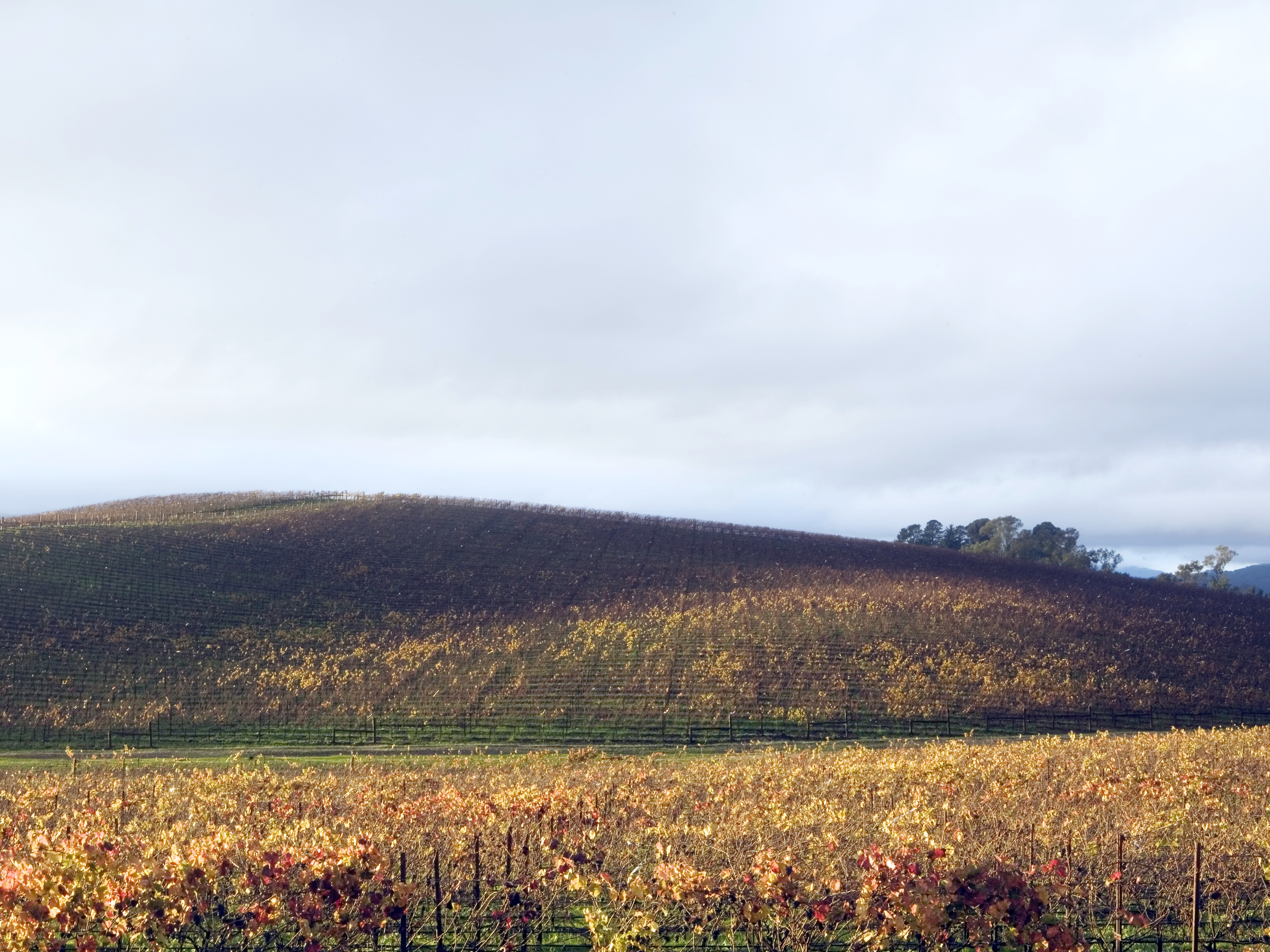
2006년 11월의 초원.

블리스(Bliss)는 마이크로소프트사의 윈도우 XP에서 포함된 윈도 비트맵 이미지의 이름이다. 세상에서 가장 널리 유포된 위 사진의 제목은 '완벽한 행복'을 뜻한다. 미국의 사진작가 찰스 오리어가 1996년 캘리포니아 소노마 카운티에서 촬영한 것이다. 수십억 명의 사람들이 이 사진을 보았기 때문에 역사상 가장 많이 본 사진으로 추정된다.
한 달 내내 비가 내리다 어느 날 태양이 떠올랐다. 아름다운 초록색 풀밭이 펼쳐져 있었다. 하늘은 짙은 파란색이었으며 퇴적운이 군데군데 떠 다녔다. 보는 이를 더없이 행복하게 만드는 아름다운 풍경이었다. 찰스 오리어의 카메라에 포착된 이 이미지는 후에 전 세계 PC 이용자들에게 ‘배포’된다. 윈도우 XP의 기본 바탕 화면이었던 것이다.
소노마밸리의 언덕은 포도 덩굴로 뒤덮여 있다. 오리어가 사진을 촬영한 시점은 포도 농장의 휴지기였다. 필록세라라는 해충으로 인해 포도 농사에 실패하자 포도 덩굴을 다 뽑아내고 잠시 농사를 쉬었던 시기에 '파란 언덕'을 촬영했던 것이다.
사진 ‘블리스’가 마이크로소프트사에 팔릴 때 즈음, 언덕은 다시 포도밭으로 되돌아갔다.

## 같이 보기
- 루나 테마